# 20元人民币
人民币20元面值最早出现于1948年12月1日，但随着第一套人民币的退市，该面额从人民币的币值等级中消失，直到第五套人民币发行。
其中由于第一套人民币与第二套人民币是以1:10000的比率进行的兑换，故第一套人民币中20元的币值与目前流通的20元人民币币值不等。

## 发行历史
20元人民币一共出现过十种版别，其中第一套人民币7种、第五套人民币3种。

### 第一套人民币
第一套人民币20元券共发行有七个版本。
- 第一种发行于1948年12月1日，正面图景为运肥、火车图，深绿绿色调；背面图案为花球，咖啡色调。
- 第二种发行于1949年2月3日，正面图景推煤窑车图，绿底，蓝色调；背面图案为花符，咖啡色调。
- 第三种发行于1949年7月，正面图景为宝塔，浅蓝底，蓝色调；背面图案为花符，深绿调。
- 第四种发行于1949年8月，正面图景为工交图，蓝绿、黑黄色调；背面图案为花球，深绿色调。
- 第五种发行于1949年8月，正面图景为火车、帆船图，紫色调；背面图案为花球，茶色调。
- 第六种发行于1949年9月，正面图景为打场图，浅蓝底，深蓝色调；背面图案为花球，深蓝色调。
- 第七种发行于1949年10月，正面图景为宝塔，紫红色调；背面图案为花球，黑灰色调。

由于第一套人民币20元券发行时尚处于第二次国共内战时期，中华人民共和国并未正式成立，故钞票上仍旧同时采用公历纪年与民国纪年。
全部版本的20元券均在1955年5月10日停止流通。

### 第五套人民币
第五套人民币的20元券发行于2000年10月16日。正面图景为毛泽东头像，背面为桂林山水（阳朔兴坪元宝山，漓江）图。钞票正面采用凹印技术，背面为胶印，年号为1999年，钞纸带有荷花固定水印。
1999版20元的特殊之处在于，与其一在同版发行的10元、50元在背面均采用凹版印刷，只有20元为胶印。
2005年8月31日中国人民银行发行了2005年版第五套人民币的5元至100元券。新发行的20元券，图案与颜色与1999年版相同，背面改为了凹版印刷。同时，纸币还增加了包括阴阳对印图案、凹印手感线等新的防伪技术。
2019年4月29日，中国人民银行宣布将于2019年8月30日发行2019年版第五套人民币的20元券，与2005版相比，其规格、主图案、主色调、“中国人民银行”行名、国徽、盲文面额标记、汉语拼音行名、民族文字等要素不变；提高了票面色彩鲜亮度，优化了票面结构层次与效果，提升了整体防伪性能，细节如下：
- 正面中部面额数字调整为光彩光变面额数字“20”；调整了中部装饰团花的样式；取消全息磁性开窗安全线
- 正面左下角胶印对印古钱币胶印对印图案调整为数字“20”；左侧增加装饰纹样；调整左侧横号码的样式
- 正面右侧增加动感光变镂空开窗安全线和竖号码；调整右侧毛泽东头像的样式；调整右上角面额数字“20”的样式并改为竖式；取消右侧凹印手感线；取消了票面右上角的隐形面额数字
- 背面调整主景桂林山水的样式；胶印对印图案的样式由古钱币图案改为数字“20”字样；调整面额数字“20”的样式；取消右下角局部防复印圆圈星座防伪技术图案；减少了票面左右两侧边部胶印图纹适当留白；年号改为“2019年”